# Куфштајн
Куфштајн је важан град у Аустрији, смештен у западном делу државе. Куфштајн је други по величини град у покрајини Тирол и средиште истоименог округа Куфштајн у источном делу покрајине.

## Природне одлике
Куфштајн се налази у западном делу Аустрије, близу границе са Немачком. Град се сместио у долини реке Ин, као најниже постављено насеље на овој реци пре истока Ина из Аустрије у Немачку. Око од града се издижу Алпи.

## Становништво
Данас је Куфштајн град са око 17.000 становника. Становништво се протеклих деценија брзо увећавало, највише досељавањем имиграната.

## Градске знаменитости
Куфштајн је познат по истоименом замку Куфштајн из 13. века. Данас је овај замак симбол града и прворазредна туристичка знаменитост.

## СПЦ Куфштајн
У Куфштајну такође постоји Српска православна црква. У самој организацији Српске Цркве у Куфштајну постоји и школа, где деца уче српске традиције, ћирилицу, фолклор и српску историју.

## Галерија
- Панорама града са главном црквом
- Главни трг
- замак Куфштајн ноћу
- Градски фестивал